# رابین هیملمن
رابین هیملمن (انگلیسی: Robin Himmelmann؛ زادهٔ ۵ فوریهٔ ۱۹۸۹) بازیکن فوتبال اهل آلمان است.
از باشگاه‌هایی که در آن بازی کرده‌است می‌توان به باشگاه فوتبال سن پائولی و باشگاه فوتبال روت‌وایس اسن اشاره کرد.